# Jimmy Lindblom
Jimmy Lindblom, tidigare Persson, född 1981, är en svensk innebandyspelare och lagkapten i sitt klubblag Warberg. 15 november blev Lindblom uttagen till VM-truppen.